# I'm Serious
I'm Serious es el primer álbum del rapero T.I., lanzado en 2001.

## Lista de canciones
1. "Intro"
2. "Still Ain't Forgave Myself"
3. "Dope Boyz
4. "What Happened?"
5. "You Ain't Hard"
6. "Why I'm Serious (Interlude)"
7. "I'm Serious"
8. "Do It"
9. "What's Your Name"
10. "Hands Up"
11. "choose you"
12. "I Can't Be Your Man"
13. "Hotel"
14. "At The Bar"
15. "Heavy Chevys"
16. "Grand Royal"
17. "Outro"
18. "Bonus Track"

- Datos: Q2640790